# Casa în care s-a născut N. A. Testemițanu (Ochiul Alb)
Casa în care s-a născut N. A. Testemițanu este o clădire amplasată în Ochiul Alb, raionul Drochia, Republica Moldova. Este un monument istoric de importanță națională inclus în Registrul monumentelor Republicii Moldova ocrotite de stat cu nr. 602 (raionul Drochia). Datează de la înc. sec. XIX.